# Пенное (Добрушский район)
Пенное (бел. Пянное) — упразднённый посёлок, входивший в Демьянковский сельсовет Добрушского района Гомельской области Беларуси.
На западе и юге граничит с лесом.
В результате катастрофы на Чернобыльской АЭС и радиационным загрязнением жители (5 семей) переселены в 1990 году в чистые места.

## География

### Расположение
В 32 км на северо-восток от Добруша и железнодорожной станции в этом городе, на линии Гомель — Унеча, в 60 км от Гомеля, в 1 км от границы с Россией.

## Транспортная система
Транспортная связь по просёлочной дороге, а потом автодороге Демьянки — Добруш. Жители посёлка выселены, жилых домов нет (1990 год). Планировка состоит из короткой прямолинейной улицы. Застройка деревянными домами.

## История
Основан в начале XX века переселенцами с соседних деревень. В 1926 году в Старозакружском сельсовете Ветковского района Гомельского округа. В 1929 году жители вступили в колхоз. В 1959 году посёлок находился в составе колхоза «Юбилейный» с центром в деревне Морозовка.
В январе 1965 года посёлок Пенное включён в состав Круговского сельсовета, с 23 января 1995 года — в составе Демьянковского сельсовета.
В 2005 году посёлок Пенное исключён из данных по учёту и регистрации административно-территориальных и территориальных единиц как фактически несуществующий населённый пункт.

## Население

### Численность
- 1990 год — жители деревни (5 семей) переселены

### Динамика
- 1926 год — 30 дворов, 162 жителя
- 1959 год — 151 житель (согласно переписи)
- 1990 год — жители деревни (5 семей) переселены